# Мерценіх
Мерценіх (нім. Merzenich) — сільська громада в Німеччині, знаходиться в землі Північний Рейн-Вестфалія. Підпорядковується адміністративному округу Кельн. Входить до складу району Дюрен.
Площа — 37,91 км2. Населення становить 9968 ос. (станом на 31 грудня 2020).